# Chanyang-hoe
Chanyang-hoe var en förening för kvinnors rättigheter i Korea, grundad 1898. Den har kallats för början på kvinnorörelsen i Korea.

## Bakgrund och grundande
Föreningen grundades av en grupp rika yangban änkor i Seoul 1898. Vid denna tid befann sig Korea i en radikal reformperiod, när regeringen bjöd in västerländska experter eftersom en modernisering uppfattades som nödvändig för att försvara landets självständighet. Västerländska missionärer grundade under på 1880-talet tid Koreas första skolor för flickor, och kvinnor ur överklassen, som dittills levt i könssegregation isolerade i hemmen, började tillåtas röra sig ute i samhället. Manliga reformister började under denna tid stödja tanken att utbildning av kvinnor gynnade nationen eftersom bildade mödrar uppfostrade nästa generation. De nya missionsskolorna tog dock enbart emot fattiga flickor.

## Verksamhet
Föreningens medlemmar bestod nästan uteslutande av kvinnor ur överklassen, stödda av manliga reform-konfucianer. Syftet var att motverka den traditionella konfucianska könssegregationen, och ge kvinnor i Korea samma frihet som västerländska kvinnor genom utbildning. Föreningen samlade in en petition till kejsar Gojong om att grunda en statlig flickskola. Myndigheterna stödde idén, men gav inga ekonomiska bidrag. Föreningen öppnade samma år sin egen flickskola, finansierade av bidrag från sina egna medlemmar. Det var en exklusiv flickskola för adliga elever som undervisade flickor i samma traditionella kinesiska klassiska konfucianska bildning som tidigare endast gavs pojkar; skolan fungerade i fyra år innan den lades ned 1903.

## Efterspel
Chanyang-hoe har kallats Koreas första kvinnoförening; den första var i själva verket Sunseong-hoe, men Chanyang-hoe kom att bli början av den organiserade kvinnorörelsen, och den följdes av flera andra föreningar de följande åren, bland dem Yo-u-hoe. Efter det koreansk-japanska avtalet 1905 fick rörelsen sitt genombrott genom att en mängd flickskolor grundades av personer med anknytning till hovet och myndigheterna.
Samtliga kvinnoföreningars verksamhet upphörde i praktiken när Korea blev en japansk koloni år 1910, och kunde inte återuppta sin verksamhet förrän 1945. Under den japanska tiden engagerade sig kvinnor mer i självständighetsrörelsens underjordiska grupper, så som Yosong Aeguk Tongji-hoe (Patriotic Women's Society) och Taehan Aeguk Buin-hoe (Korean Patriotic Women's Society) och 1927 Geunwoohoe, där kvinnorörelsen en tid enades. Efter andra världskriget delades Korea: i Nordkorea sorterades hela kvinnorörelsen in under Korean Democratic Women's Union, medan kvinnorörelsen i Sydkorea organiserade i Korean National Council of Women  1959 och 1973 enade sig 61 kvinnogrupper i Pan-Women's Society for the Revision of the Family Law i protest mot 1957 års familjelag, som först 1991 genomgick en reformering.